# Distrito de Sankt Wendel
El distrito de Sankt Wendel es uno de los seis distritos del estado alemán de Sarre. Tiene un área de 476 km², una población de 88 457 habitantes, y una densidad poblacional de 190 hab/km². Su capital es la ciudad de Sankt Wendel.
Limita al norte y este con el estado de Renania-Palatinado, al sur con el distrito de Neunkirchen, al suroeste con el distrito de Saarlouis y al oeste con el distrito de Merzig-Wadern. 

## Ciudades y municipios
Comprende una ciudad y 7 municipios (habitantes a 31 de diciembre de 2017):
| Ciudad - Sankt Wendel (25 959) | Municipios 1. Freisen (7920) 2. Marpingen (10 138) 3. Namborn (7102) 4. Nohfelden (9974) 5. Nonnweiler (8590) 6. Oberthal (6023) 7. Tholey (12 161) |